# Ісламський сепаратизм в Індії

## Поява і розвиток ісламського сепаратизму на прикладі штату Джамму і Кашмір
Джамму і Кашмір — це найпівнічніший індійський штат, який має, в силу свого географічного положення, особливе стратегічне значення для Індії. Цей штат розташований на стику Індії, Пакистану, Китаю та Афганістану. Хоча нині Індія не має безпосередніх кордонів з Афганістаном, в силу окупації Пакистаном північної частини Кашміру, вплив саме афганських терористичних угруповань, є особливим чинником, що дестабілізує становище на Півночі Індії.
Князівство Джамму і Кашмір є утворенням, сформованим в результаті першої англо-сикхської війни 1846 р. Саме завдяки англійському управлінню, територія, де більшість населення є мусульманами, управлялася династією догрів, які були індуїстами, що стало «бомбою сповільненої дії» для внутрішнього стану Кашміру, яка дала про себе знати в момент отримання незалежності Індії та Пакистану.

У першій половині XX століття, на території Кашміру складається рух «Мусульманська конфедерація». Згодом, цей рух отримав назву «Національна конфедерація», так як в його ряди входили і мусульмани та індуси. Однак, через деякий час, найбільш фанатично налаштовані мусульмани, відколовшись від даної організації, створили рух під колишньою назвою «Мусульманська конфедерація». 
До 1947 р., коли лордом Маунтбеттеном була проголошена незалежність Індії, «Мусульманська конфедерація», в своєму оновленому складі, досить яскраво виступала за приєднання до Пакистану.
Подальші події розвивалися не на користь режиму махараджі. У жовтні 1947 р. , після вторгнення в Кашмір кочових пуштунських племен, за якими вже незабаром пішли частини пакистанської армії, Харі Сінгх був змушений підписати документ про приєднання Кашміру до Індії. Це гарантувало йому допомогу у зупинці просування пуштунських племен.
Індійські мусульмани, лише в незначній мірі, є нащадками переселенців з країн Близького Сходу і Середньої Азії. Велика частина індійських мусульман — це вихідці з місцевих станово-кастових, і етно-кастових груп. Саме ж поняття «мусульманин» в Індії, є не тільки, а часом і не стільки, конфесійною приналежністю, скільки етнічною кастовою і становою назвою.
При цьому, найчастіше, традиції індійських мусульман не сильно відрізняються від індуїстських. Особливо сильно це проявляється в той момент, коли в момент паломництва в Мекку, індійські мусульмани усвідомлюють, що мова, культурні традиції та звичаї мусульман з інших країн, є для них більш чужими, ніж ті, з якими вони мають справу на батьківщині. Мусульманськими повстанцями було засновано тимчасовий уряд «Азад Кашміру» або «Вільного Кашміру» зі столицею в Музаффарбаді. Очолив цей уряд член «Мусульманської конференції» Сардар Мухаммед Ібрагім. Фактично, уряд «Вільного Кашміру» контролювало вузьку територію, прикордонну до Пакистану, населення якої, складалося в основному з біженців, які прийшли з Індійської території.
У 1948 році лідер «Національної конференції» Шейх Мохаммад Абдулла, на прізвисько «Лев Кашміру», стає головним міністром штату Джамму і Кашмір. Таким чином, територія Кашміру була розділена на сфери впливу між двома політичними рухами. Такі територіальні зміни, що відбулися в Кашмірі, настали в жовтні 1962 р., коли Китай закріпив контроль над частиною Ладакху. Після цього, події сталися в трьох війнах між Індією і Пакистаном, також розгорталися на території Кашміру. В ході останнього конфлікту, сторонами було підписано угоду, згідно з яким територія Джамму і Кашміру поділялася між Індією і Пакистаном, однак територія колишнього князівства Джамму і Кашмір, тепер, поділялася між Індією, Пакистаном і Китаєм.
У вересні 1982 р. помирає Шейх Мухаммад Абдулла, і його наступником і міністром штату, стає його син Фарук Абдулла. У 1986 р., Фарук Абдулла підписує з тодішнім прем'єр-міністром Індії Радживом Ганді угоду про альянс між «Національною конференцією» та «Індійським національним конгресом». Через це Фарук Абдулла був звинувачений у зраді кашмірських інтересів. У вересні того ж року, ряд радикально налаштованих партій утворює «Мусульманський об'єднаний фронт» (МОФ), який повинен був протистояти «Національної конференції» на майбутніх виборах.
Самі ж члени «МОФ» згодом стали відомими командирами, і утворили ряд найбільших терористичних організацій.

## Боротьба з ісламським сепаратизмом
У боротьбі з ісламським сепаратизмом індійський уряд застосовує великий комплекс заходів і засобів, з яких можна виділити три великі групи: законодавчі, військові і політичні. Всі ці заходи розвиваються по мірі змін відносин із суміжними державами, і ситуації в окремих частинах країни.
Норми антитерористичного законодавства, як правило, розроблялися і розробляються на федеральному рівні, після чого поширюються в окремих штатах. Також варто відзначити поправки, які були внесені в закон про протидію тероризму» прийнятий 28 березня 2002 року, після терористичних атак на Мумбаї. З цих поправок можна виділити:
1. Розширення визначення терористичних актів
2. Посилення поняття належності до терористичних угрупувань і організаціям
3. Збільшення мінімального строку для затримання осіб, підозрюваних у причетності до терористичних актів, з 15 до 30 днів, а максимально — з 90 до 180 днів
4. Заборона звільнення під заставу іноземних громадян, без дозволу або незаконно в'їхав на територію країни
5. Нова законодавча база, що регулює роботу Національної служби розслідувань[9],

Як можна бачити з контексту даних поправок, незважаючи на те, що вони поширюються на всю територію Індії, в основному вони спрямовані на стримування ісламських сепаратистських угруповань. Розглядаючи політичні методи боротьби, варто зазначити, що вони в основному пов'язані з посиленням дій уряду по відношенню до терористичним угрупованням, безпосередньо або побічно пов'язаними з Пакистаном.

## Список використаної літератури
Баранов С. А. Сепаратизм в Індії// Інститут востоковеденья РАН, М. 2003.
Котін В. Ю. Іслам в Південній Азії СПб. 2006.
Мікаелян Н. Р. Суспільно-політичні рухи і релігійна традиція в Індії і Пакистані ІВ АН СРСР 1989 М. С.
Kapila S. India's counter-terrorism strategy 2004-2008: Flawed Political Approaches 2008 //URL: https://web.archive.org/web/20100613102929/http://southasiaanalysis.org/papers29/paper2847.html
The Sixteen Point Agreement Arrived at between the Naga People's Convention and the Government of India in July 1960. — The Naga Nation and its Struggle against Genocide. Copenhagen, July 1986.